# Ратінген
Ратінген (нім. Ratingen) — місто в Німеччині, знаходиться в землі Північний Рейн-Вестфалія. Підпорядковується адміністративному округу Дюссельдорф. Входить до складу району Меттман.
Площа — 88,72 км2. Населення становить 86 899 ос. (станом на 31 грудня 2020).

## Галерея

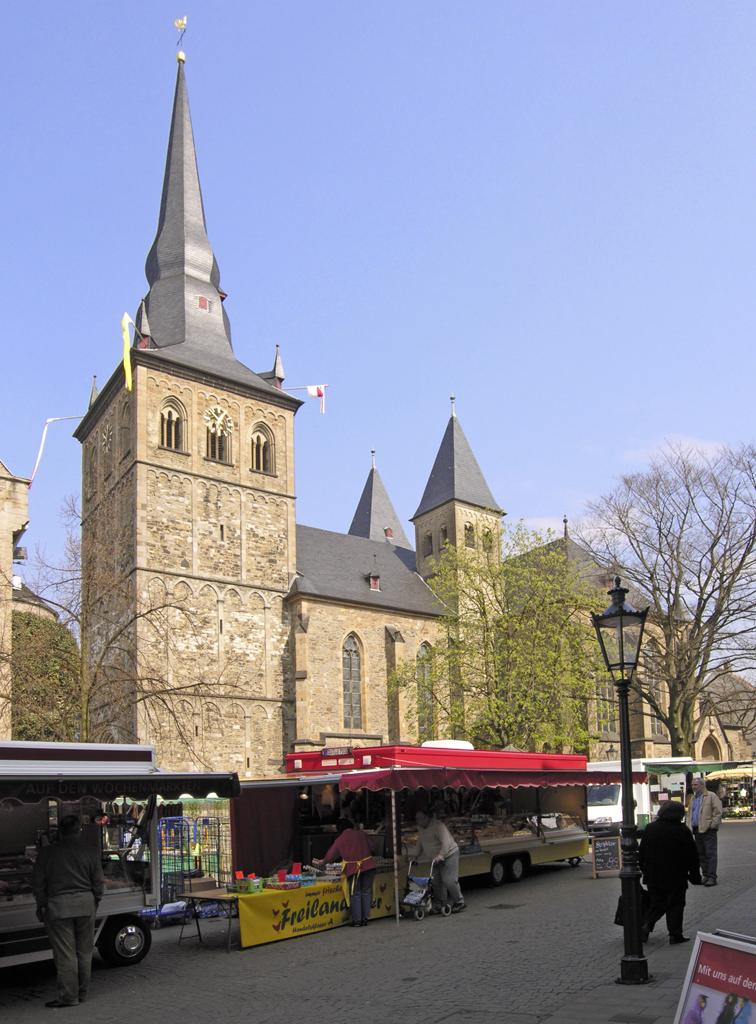
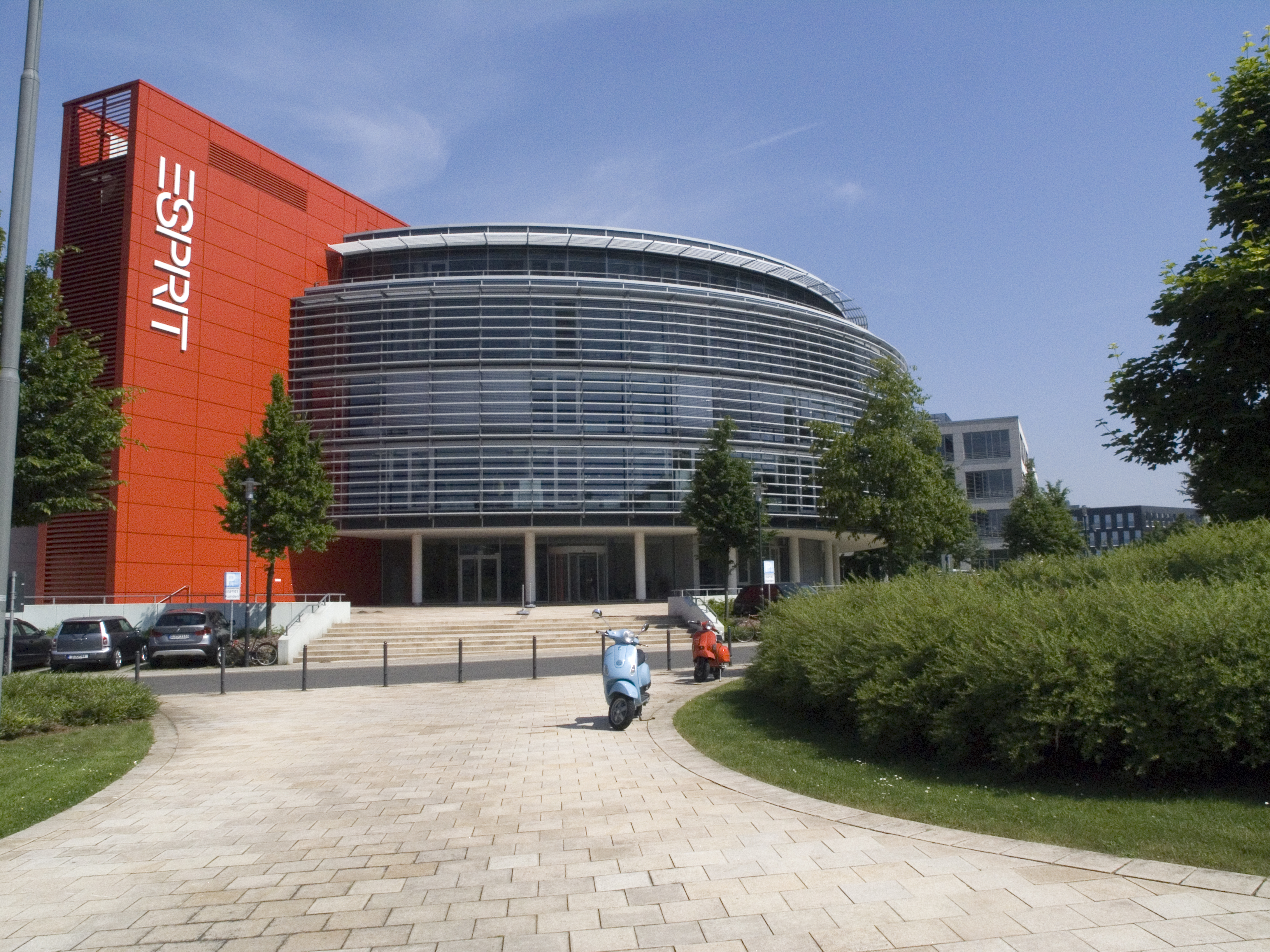
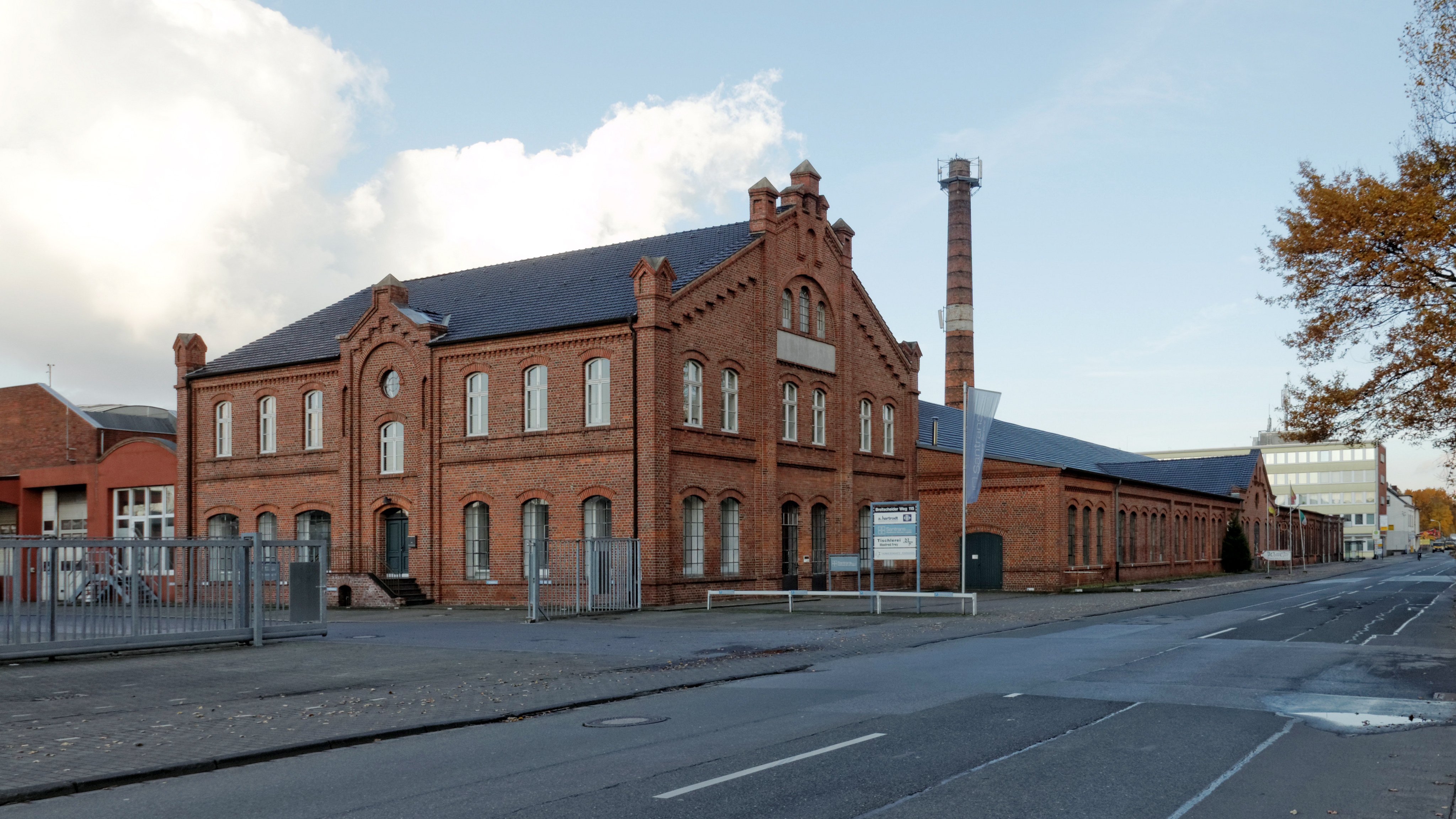
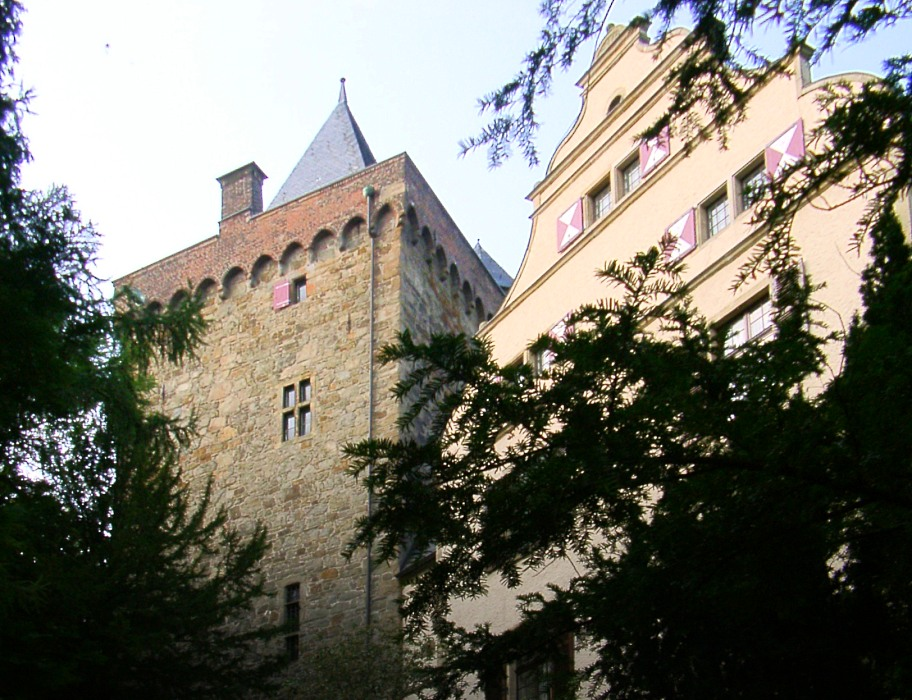
Замок Ландсберг
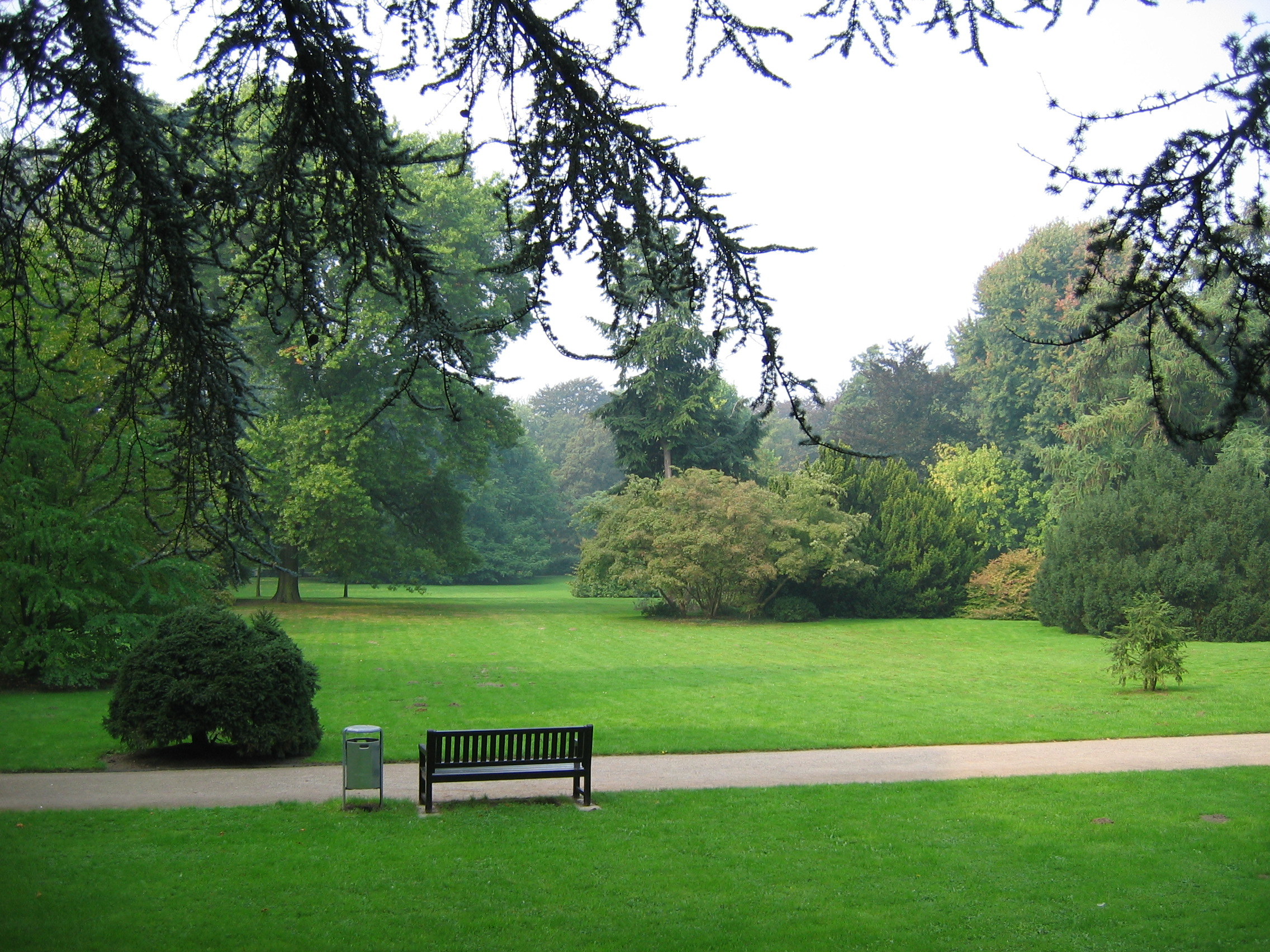
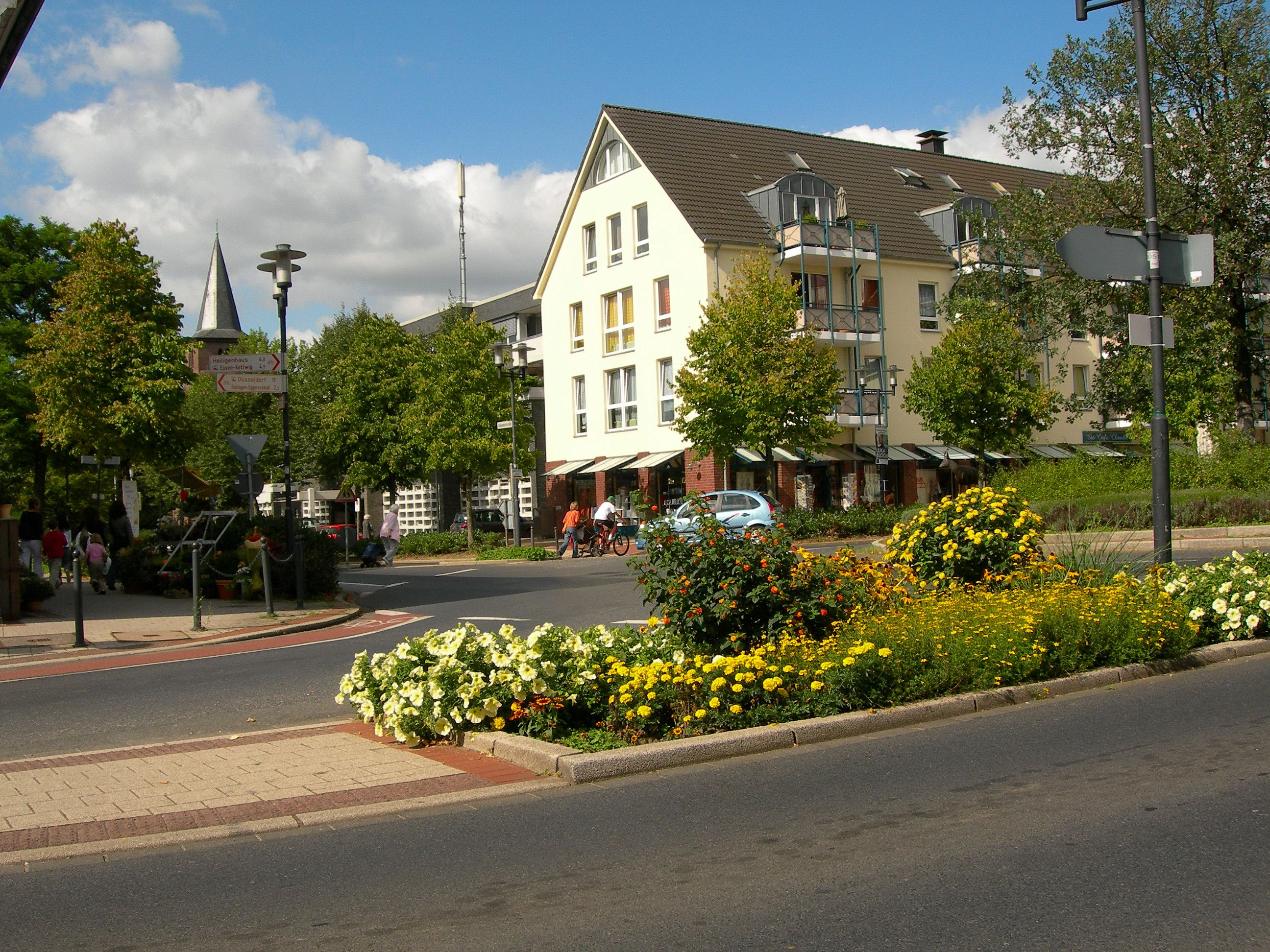